# Silene myongcheonensis
Silene myongcheonensis är en nejlikväxtart som beskrevs av S.P.Hong och H.K.Moon. Silene myongcheonensis ingår i släktet glimmar, och familjen nejlikväxter. Inga underarter finns listade i Catalogue of Life.